# Podul feroviar Galați–Giurgiulești
Podul feroviar Galați–Giurgiulești este un pod feroviar peste Prut și un punct de trecere a frontierei între Moldova și România. Acesta face legătura între localitățile Galați din județul Galați, România și Giurgiulești din raionul Cahul din Republica Moldova, de-a lungul magistralei CFR 700.
Actualul pod definitiv, metalic, are trei deschideri și a fost edificat în perioada 1947-1948 în axul vechiului pod metalic definitiv edificat în 1928 și distrus în  1940, la momentul ocupării Basarabiei de către trupele sovietice. Anterior de acesta a mai existat un pod temporar, din lemn, care a folosit trupelor Imperiului Rus în timpul Războiului Ruso-Turc din 1877-1878 și a Primului Război Mondial.
În prezent podul feroviar deservește o calea ferată Tighina (Bender)–Galați și deoarece conectează România, Republica Moldova și Ucraina, a căpătat în contextul invaziei Rusiei în Ucraina din 2022 importanță strategică, Giurgiuleștiul fiind un punct de tranzit pentru combustibilul necesar Ucrainei și Republicii Moldova și pentru cerealele ucrainene.

## Istoric
Înainte de Al Doilea Război Mondial, 27 de poduri au legat malurile Prutului între teritorile care astăzi aparțin Republicii Moldova și României.

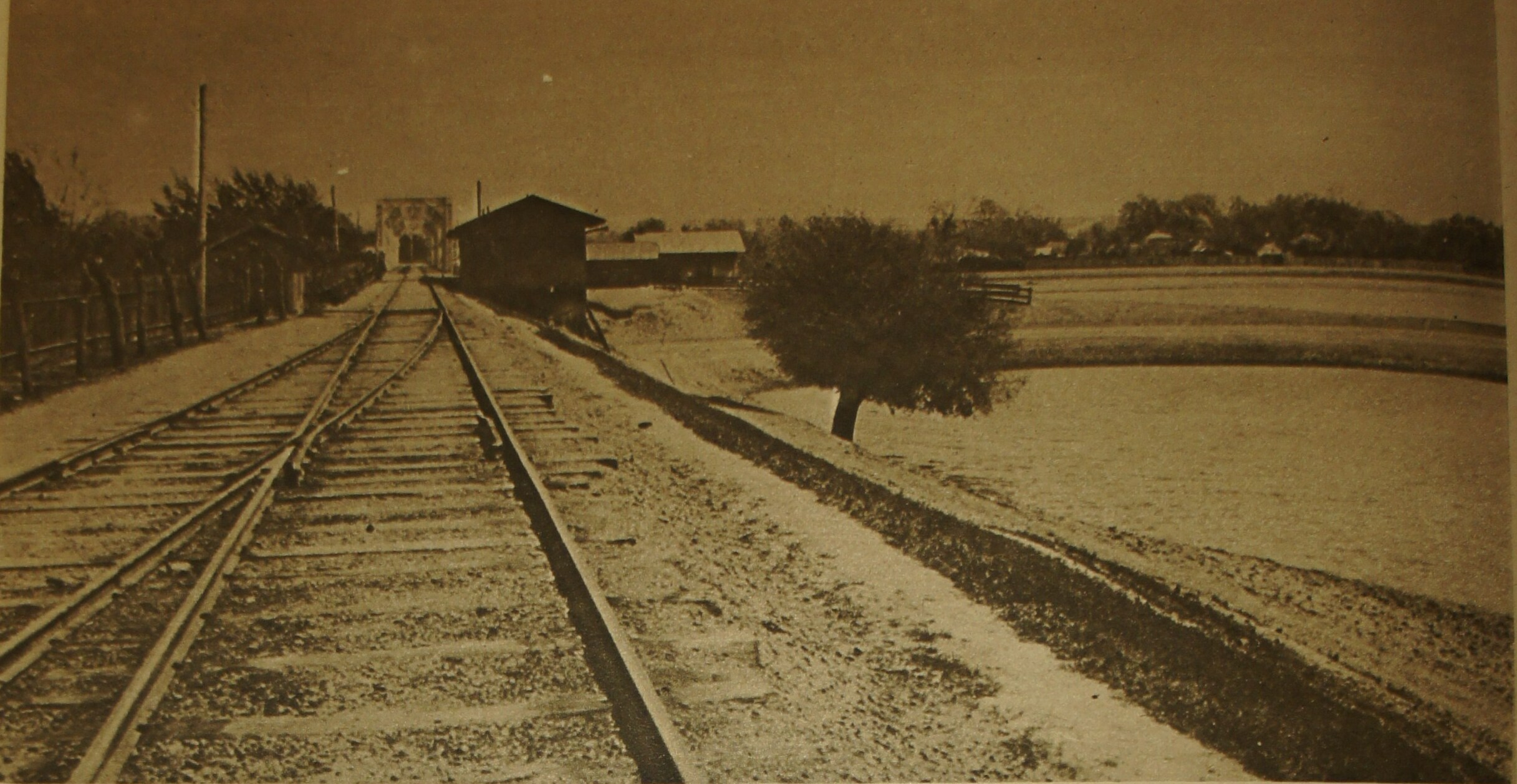
Podul feroviar de la Giurgiulești în 1916.

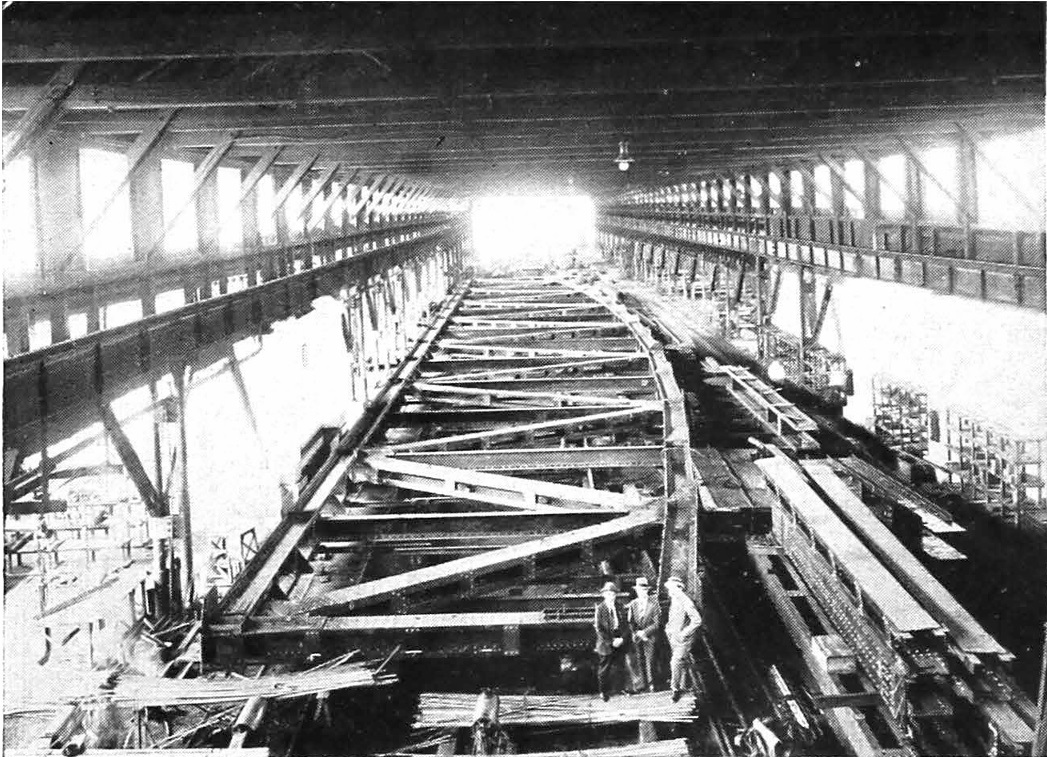
Podul peste Prut dintre Giurgiulești și Reni în stadiul de execuție la Atelierele Reșița (circa 1928?)

Primul pod, de lemn, a fost construit la 1 km în amonte de confluența Prutului cu Dunărea în perioada Războiului Ruso-Turc din 1877-1878. A deservit calea ferată Tighina–Basarabeasca–Galați inaugurată la 7 noiembrie 1877 și datorită rapidității cu care a fost edificată respectiva cale ferată, menită să ofere un drum mai scurt către teatrul de operații din Balcani, a avut un caracter provizoriu. Ulterior, în 1878 porțiunea de cale ferată dintre Reni și Galați a fost desființată. Rămas intact, podul a fost distrus de inundații în 1897 (în timpul cărora nivelul Prutului s-a ridicat cu 7 m și malul dinspre Reni a fost afectat), fiind reconstruit în 1916, când, linia a fost redeschisă provizoriu.
În 1928 s-a edificat un prim pod definitiv, cu trei deschideri sprijinite de 2 pile. Pentru deschiderea centrală s-a folosit unul din cele trei tabliere metalice primite ca despăgubiri de război de la Ungaria (celelalte două fiind folosite pentru reparația podului de peste brațul Borcea). Uzinele Reșița au executat restul construcției metalice.
Formată din grinzi cu zăbrele, având calea jos și talpa superioară parabolică, deschiderea centrală avea 101,75 m, în timp ce cele două deschideri laterale care o încadrau erau formate din grinzi cu inima plină și aveau fiecare câte 12 m (câte 1,5 m, de o parte și de alta a deschiderii centrale, măsurau distanțele dintre punctele de rezemare de pe aceeași pilă). Acest pod a fost complet distrus în timpul celui de-Al Doilea Război Mondial la data de 2 iulie 1940, fiind aruncat în aer de geniștii români după sosirea trupelor blindate sovietice la malul dinspre Reni al Prutului.
Un nou pod provizoriu lung de 128,18 m a fost edificat în amonte de vechiul pod feroviar în lunile octombrie-noiembrie 1944, acesta având 5 deschideri. Pentru deschiderea centrală s-a utilizat o grindă de tip M.A.N. de 60,85 m, aceasta fiind încadrată de patru deschideri a câte 17 m, trei la capătul dinspre Galați și una la capătul dinspre Reni. Reazemul s-a făcut pe palei de lemn, care însă, datorită faptului că au putrezit, podul a trebuit să fie consolidat după numai doi ani.
Reconstrucția podului în soluție definitivă s-a făcut în axul vechiului pod distrus și a început în anul 1947, acesta fiind edificat tot cu trei deschideri și fiind dat în exploatare la 1 februarie 1948, după mai puțin de un an. Tablierele acestuia au fost făcute tot la Uzinele Reșița.

## Caracteristici
Actualul pod utilizează fundațiile fostului pod definitiv distrus în 1940, sporite cu piloți suplimentari, atât la culei cât și la pile. Câte un radier suplimentar din beton armat de 1 m grosime a fost turnat la fiecare fundație, pentru a spori conlucrarea piloților vechi cu cei noi.
Podul are trei deschideri, cea centrală de 98,4 m, fiind a încadrată de două deschideri laterale de 16,5 m. Lungimea totală a podului, de la un mal la altul este de 152,01 m.

## Rol
Lucrarea de artă este amplasată la frontiera dintre România și Republica Moldova, între localitățile Galați, România și Giurgiulești din raionul Cahul al Republicii Moldova, deservind o cale ferată cu ecartament larg, care, se continuă până la Galați (localitate conectată la magistrala CFR 700). Există și intenția de a edifica o cale ferată cu ecartament normal, care, să traverseze podul.
În contextul invaziei Rusiei în Ucraina din 2022 trecerea feroviară, care, face legătura dintre România, Republica Moldova și Ucraina a căpătat importanță strategică, Giurgiuleștiul fiind un punct de tranzit pentru combustibilul necesar Ucrainei și Republicii Moldova și pentru cerealele ucrainene. Aici se află, de asemenea și singurul port funcțional al Republicii Moldova, acesta fiind capabil să opereze atât nave fluviale cât și nave maritime. În acest context, a apărut intenția de a edifica o cale ferată cu ecartament normal, care, să conecteze punctul de trecere al frontierei româno-moldovenești de la Giurgiulești cu cel de trecere a frontierei moldo-ucrainene din zona Basarabeasca, pentru a conecta feroviar în mod direct arealul, de coridorul Galați - Brăila - Buzău și prin acesta de Europa Occidentală.

## Vezi si
- Relațiile dintre Republica Moldova și România
- Lista punctelor de trecere a frontierei din România
- Zona de Operații Est (România)